# Emery Molyneux
Emery Molyneux (/ˈɛməri ˈmɒlᵻnoʊ/); fallecido en junio de 1598) fue un fabricante inglés de globos terráqueos, instrumentos matemáticos y artillería de la época isabelina. Sus globos terrestres y celestes, publicados por vez primera en 1592, fueron los primeros hechos en Inglaterra y también los primeros hechos por un inglés.

## Semblanza
Molyneux fue conocido como matemático y fabricante de instrumentos matemáticos, como compases y relojes de arena. Estaba familiarizado con algunos destacados hombres de la época, como el escritor Richard Hakluyt y los matemáticos Robert Hues y Edward Wright. También conocía a los exploradores Thomas Cavendish, Francis Drake, Walter Raleigh y John Davis. Davis probablemente habría presentado a Molyneux a su propio patrón, el comerciante londinense William Sanderson, quien financió en gran parte la construcción de los globos. Cuando estuvieron terminados, los globos fueron presentados a la reina Isabel I. Los globos más grandes fueron adquiridos por la realeza, nobles e instituciones académicas, mientras que los más pequeños fueron comprados como apoyo práctico a la navegación para marinos y estudiosos. Sus globos fueron los primeros en construirse de modo que no fueran afectados por la humedad del mar, y se convirtieron en objetos de uso general en barcos.
Molyneux emigró a Ámsterdam con su esposa en 1596 o 1597. Tuvo éxito en el interés de los Estados Generales, el parlamento de las Provincias Unidas, en un cañón que había inventado, pero murió repentinamente en junio de 1598, aparentemente en la pobreza. La industria de la fabricación de globos en Inglaterra murió junto con él.
Se cree que solo seis de sus globos se conservan en la actualidad, tres de ellos en Inglaterra: un par de ellos son un globo terrestre y uno celeste que pertenecen al Middle Temple y que son expuestos en su biblioteca, y el otro es un globo terrestre que está en la Petworth House en Petworth, West Sussex.

## Fabricante de globos

### Construcción
Emery Molyneux es considerado como el fabricante de los primeros globos terrestres y celestes en Inglaterra y como el primer fabricante inglés de globos. Se conoce poco de su vida. Petruccio Ubaldini, un calígrafo, ilustrado y embajador italiano familiarizado con él, dijo que era «de un ambiente familiar oscuro y humilde». Parece probable que fuera el “Emery Molyneux” que fue presentado a la Worshipful Company of Stationers [Honorable Compañía de Imprenta y Periódicos] como el aprendiz de un tal William Cooke en octubre de 1557. En la década de los años 1580 tenía un taller en Lambeth, en la orilla sur del río Támesis, y gozó de una reputación como matemático y fabricante de instrumentos matemáticos. Richard Polter, en su libro The Pathway to Perfect Sayling (1605), mencionó que Molyneux había sido un diestro fabricante de compases y relojes de arena.

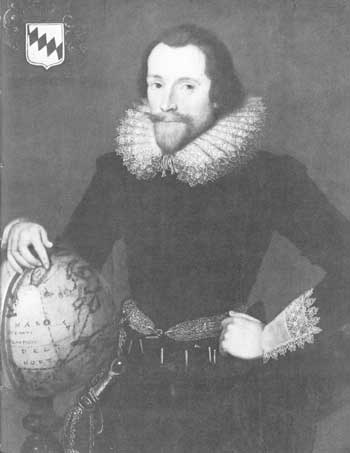
Retrato de sir Walter Raleigh con un globo, atribuido a Federico Zuccari (1542/1543–1609)

Gracias a su comercio, Molyneux fue conocido por los exploradores Thomas Cavendish, John Davis, Francis Drake y Walter Raleigh, el escritor Richard Hakluyt, y los matemáticos Robert Hues y Edward Wright. La idea de que Molyneux construyese los globos parece haber sido sugerida por Davis a su patrón William Sanderson, un comerciante londinense que ha sido descrito como «uno de los príncipes mercantes más generosos y patriotas en los días de Isabel I». Sanderson consintió en pagar los costos de la manufactura, y financió la producción inicial de los globos con una inversión de capital de 1000 £ (casi 160 000 £ den el año 2007).

#### Globos terráqueos
En la fabricación de sus globos terráqueos, Molyneux examinó ruttiers (instrucciones de direcciones en el mar) y guías (manuales de navegación). Es conocido por haber proporcionado instrucciones de ruta para alcanzar Brasil y las Indias del oeste a Thomas Harriot en 1590. También recibió consejo y apoyo de parte de marinos y matemáticos. Es de saberse por la situación que Sir Walter Raleigh le aconsejara de una legenda en español acerca de las islas Salomón para que aparecieran en el globo terráqueo. Raleigh recibió la información de Pedro Sarmiento de Gamboa, un explorador Galés enviado por el rey Philip II de España para fortificar el Estrecho de Magallanes después que Francis Drake pasara a través de él. En 1584,  el español fue el invitado de Raleigh en Londres por una cuantas semanas, después de haber sido capturado por Raleigh en un viaje a Europa.
Molyneux acompañó a Francis Drake en su circunnavegación por el mundo entre 1577 y 1580; como Ubaldini informó, «él mismo ha estado en esos mares y en esas costas al servicio del propio Drake». Una legenda en latín sobre el globo terráqueo, explicando porqué Molyneux había abandonado las tierras polares y corregido la distancia a través del océano Atlántico entre The Lizard y cabo Race en isla de Terranova.

Quod equide[m] effeci tu[m] ex meis navigationibus primo, tum deinceps ex felici illa sub clariss. Fran. Drako ad Indos Occident, expeditione, in qua non modo optimas quasqu[e] alioru[m] descriptiones, sed quidquid mea quantulacu[m]que, vel scie[n]ta vel experientia ad integru[m] hoc qui[n]quen[n]io pr[a]estare potuit, ad hujus operis perfectione[m] co[m]paravi...
Fui capaz de hacer esto en primer lugar por mis propios viajes y en segundo lugar por aquella expedición exitosa a las Indias del oeste bajo el más ilustre Francis Drake: en cuya expedición tuve que unir no solo las mejores delineaciones de otros, sino también mi propio humilde conocimiento o experiencia para ser capaz de proporcionar en los últimos cinco años el perfeccionamiento de este trabajo.

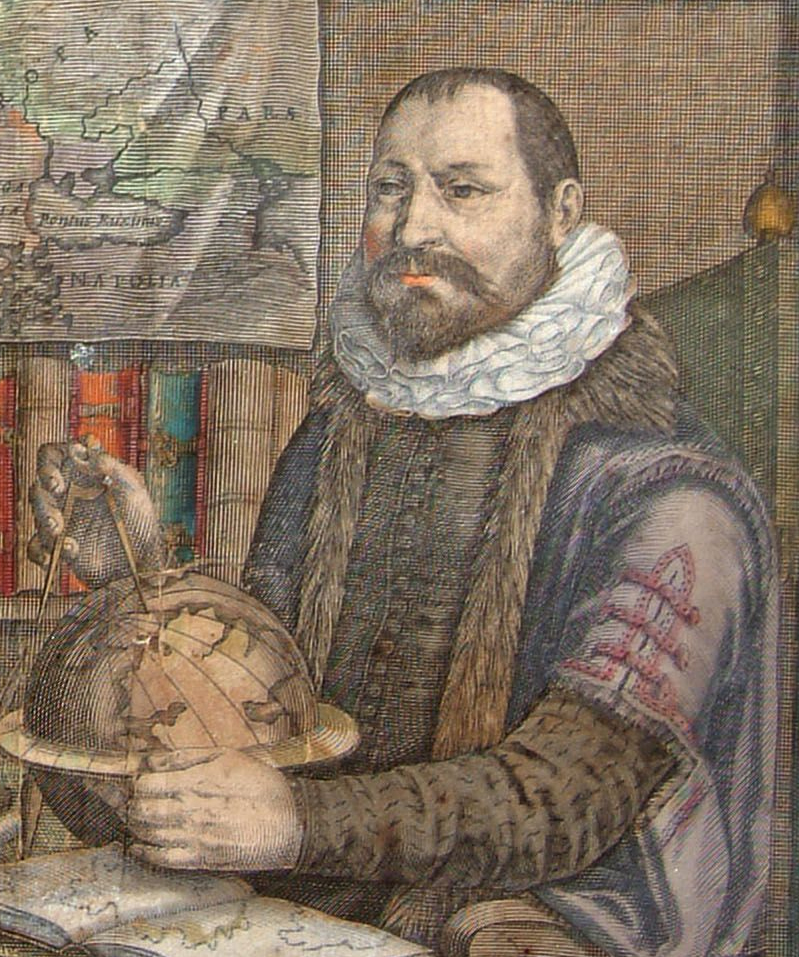
Jodocus Hondius (1563–1612), El grabador y cartógrafo Holandés quien imprimió el encornado de los globos de Molyneux – de Atlas or a Geographicke Description of the World (1636)

En el globo terráqueo, las rutas de los viajes de Francis Drake y Thomas Cavendish alrededor del mundo están marcadas en rojo y azul respectivamente. Esas líneas fueron aplicadas en el globo cuando fue fabricado por primera vez.
Ellas son mencionadas en la descripción de los globos de Molyneux en Blundeville His Exercises (1594) por Thomas Blundeville, un caballero que era un estudiante entusiasta de astronomía y navegación. Thomas Cavendish parece que ayudó a Molyneux con sus globos y es posible que Molyneux lo acompañara en su viaje alrededor del mundo en 1587, del que regresó a Inglaterra el 9 de septiembre de 1588. En 1889, sir Clements Markham, un explorador inglés, autor y geógrafo, señaló que una leyenda latina en el globo terráqueo, situada fuera de las costas de la Patagonia, cita: «Thomas Caundish 18 Dec. 1587 hæc terra sub nostris oculis primum obtulit sub latitud 47 cujus seu admodum salubris Incolæ maturi ex parte proceri sunt gigantes et vasti magnitudinis». Sin embargo, Helen Wallis, restauradora formal de mapas de la British Library, notó en 1951 que esto era improbable, porque Molyneux trazó incorrectamente la ruta de Cavendish del sudeste de Asia. Sugirió, sin embargo que otra leyenda en el globo podría indicar que el navegó en al menos uno de todos los viajes de Davis.
El matemático y cartógrafo Edward Wright apoyó a Molyneux en trazar líneas de costas en el globo terráqueo y tradujo algunas de las leyendas al latín. El 10 de abril de 1591, el astrólogo y físico Simon Forman visitó el taller de Molyneux y le enseñó cómo encontrar la longitud terrestre. Parece que después Molyneux había preparado el manuscrito de gajos (el mapa de segmentos plano incluido en los globos), le fueron impresos por el grabador y cartógrafo neerlandés Jodocus Hondius, quien vivió en Londres entre 1584 y 1593 para huir de los problemas religiosos en Flandes. Esto se puede deducir de la siguiente frase «Iodocus Hon: / dius Flan. sc. / 1592» que aparece en el globo celestial junto con el escudo de armas de Sanderson y una dedicatoria a la reina que data de 1592. El propio nombre de Molyneux está grabado en el globo terrestre ubicado en Middle Temple en la frase  «Emerius Mulleneux Angl.' / sumptibus Gulielmi— / Sandersoni Londinē: / sis descripsit» [Emery Molyneux de Inglaterra, con los gastos de William Sanderson de Inglaterra, trazó este]).

#### Globos celestes
El globo celeste de Molyneux fue prácticamente una copia del globo de Gerardus Mercator de 1551, que a su vez se basó en el globo de Gemma Frisius de 1537, que Mercator había ayudado a construir. Para las constelaciones características en el globo de Mercator, Molyneux añadió la cruz del sur y el triángulo del sur, al oeste de sus posiciones verdaderas. Su fuente parece haber sido el diagrama del cielo ártico publicado en 1550 por Andrea Corsali.
Los globos de Molyneux fueron los primeros en ser construidos de modo que no fueran afectados por la humedad del mar. Fueron hechos a partir de pasta de harina, un material inusual de la época. Simon Forman hizo énfasis en que el proceso de modelado y fundición de Molyneux «the only way to caste [anything] whatsoever in perfecte forme ... and yt is the perfectest and trewest waie of all wayes ... and this was the wai that Mullenax did use to cast flowere [flour] in the verie forme».

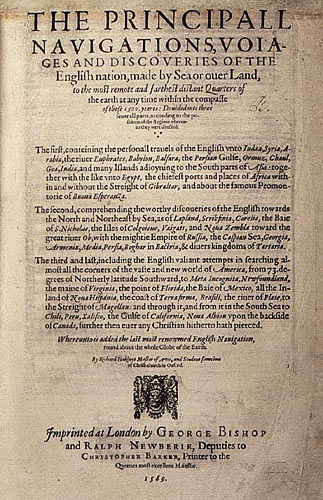
La portada del trabajo de 1589 por Richard Hakluyt, The Principall Navigations, Voiages and Discoveries of the English Nation, el cual anunció la siguiente publicación de Molyneux sobre los globos terráqueos.

### Publicación
En 1589, Richar Hakluyt anunció la próxima publicación del globo terrestre de Molyneux en el final del prefacio de The Principall Navigations, Voiages and Discoveries of the English Nation. Refiriéndose al mapa que fue insertado en el volumen-reproducción de la "Typus Orbis Terrarum" grabado por Franciscus Hogenberg para Abraham Ortelius' Theatrum Orbis Terrarum (1570)—Él escribió:

I have contented myselfe with inserting into the worke one of the best generall mappes of the world onely, untill the comming out of a very large and most exact terrestriall globe, collected and reformed according to the newest, secretest, and latest discoveries, both Spanish, Portugal and English, composed by Mr. Emmerie Molineux of Lambeth, a rare Gentleman in his profession, being therin for divers yeeres, greatly supported by the purse and liberalitie of the worshipfull merchant M. William Sanderson.
Me he contentado con haber insertado en el trabajo uno de los mejores mapas generales del mundo, hasta producir un globo terráqueo muy grande y exacto, documentado y configurado de acuerdo con los descubrimientos más nuevos, más secretos y más recientes, tanto españoles, como portugueses e ingleses, compuesto por el Sr. Emmerie Molineux de Lambeth, un singular caballero en su profesión, dispuesto para los observadores más agudos, sólidamente apoyado por los fondos y la liberalidad del culto comerciante M. William Sanderson

Ubaldini informó del progreso de Molyneux en la fabricación de globos al duque de Milán. Él estaba presente cuando Molyneux mostró un par de globos originales a la reina Isabel I en Greenwich en julio de 1591. Ubaldini notó que «él le dio el globo a ella para que diera un vistazo de cuánto podría controlar el mundo gracias a sus fuerzas navales». De acuerdo a Wallis, los globos impresos, que medían alrededor de 2 pies 1 pulgada (0.64 m) de diámetro fueron los más grandes producidos jamás, fueron publicados después con un retraso a finales de 1592 e inicios de 1593. Sanderson organizó un espectáculo en su casa en Newington Butts para destacar la presentación de estos globos a la reina. Su hijo William informó después de las palabras de la reina aceptando el globo terráqueo:  «Toda la Tierra, un presente para un príncipe…»; y en aceptación del globo terráqueo ella respondió: «Tú me has presentado con los cielos además: Dios guíame, para gobernar mi parte, que tal vez disfrute pero una mansión en esta otra». Isabel I vio los globos y los astrolabios esféricos como símbolos de su imperio y misión espiritual en la Tierra. El escudo real de armas fue engalanado atravesando Norteamérica en el globo terráqueo.

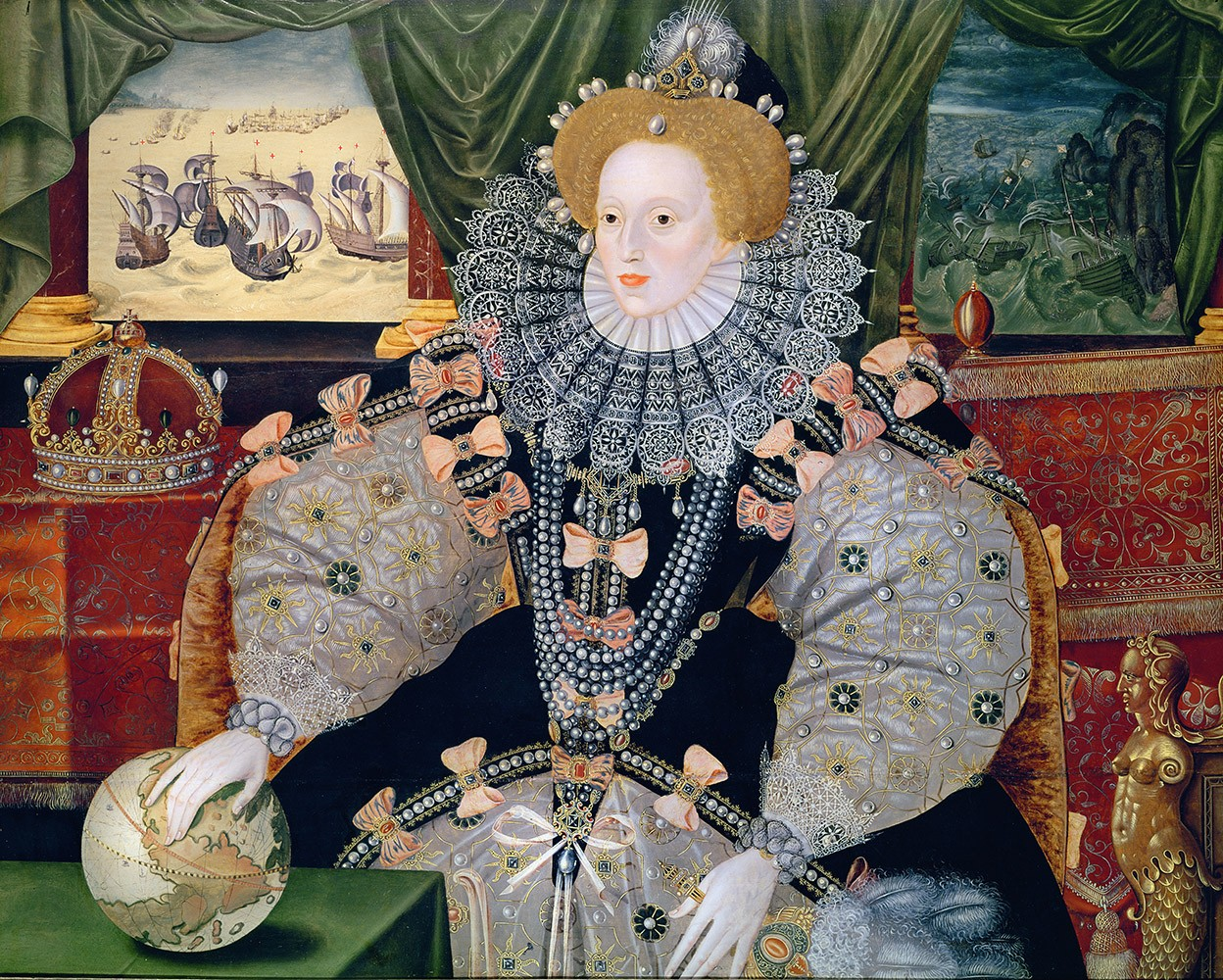
George Gower, Armada Portrait de Isabel I (1588?) en Woburn Abbey. En la esquina superior izquierda galeones ingleses a punto de enfrentarse con la flota española, mientras que en la derecha galeones españoles se encuentran con una tormenta. La mano derecha de la reina reposa sobre un globo debajo de la corona de Inglaterra con sus dedos cubriendo las Américas; Se ha dicho para indicara el dominio de Inglaterra sobre los mares y sus planes de expansión imperialista en el Nuevo Mundo

Varios tratados fueron publicados para describir los globos de Molyneux y proveyeron guías para su uso.
Molyneux mismo escribió un tratado, ahora perdido, titulado The Globes Celestial and Terrestrial Set Forth in Plano, que Sanderson publicó en 1592. En el mismo año, Thomas Hood, un maestro matemático londinense que escribió un trabajo acerca del uso de los globos celestes, publicó también The Vse of Both the Globes, Celestiall and Terrestriall. Esto continuó en 1594 con dos trabajos más, uno de ellos fue el libro de Blundeville. El otro, Tractatus de Globis et Eorum Usu [Tratados en los globos y su uso], el cual fue publicado por el matemático Robert Hues. Este trabajo tuvo al menos 13 impresiones y fue traducido del latín al alemán, inglés y francés. En 1599, Edward Wright publicó Certaine Errors in Navigation, que incluía comentarios sobre el uso del globo terráqueo y celeste desarrollados por Molyneux.
De acuerdo a Markham, «La aparición de los globos terráqueos naturalmente creó una gran sensación y mucho interés fue tomado en aplicaciones en las cuales era igualmente útil tanto para un estudiante como para un navegante». Los más grandes y prestigiosos globos fueron vendidos alrededor de £20 cada uno: estos fueron comprados por la realeza. Nobles, e instituciones académicas. Entre los compradores se encontraban Thomas Bodley y la guardia del colegio All Souls College, para sus bibliotecas en Oxford. William Sanderson obsequió a las universidades de Oxford y Cambridge un par de ellos a cada una. El predicador público Thomas Laughton dio como regalo de inauguración un globo de Molyneux a la librería de la escuela Shrewsbury. Globos más pequeños también fueron producidos pero no sobrevivió ningún ejemplar. Sanderson es conocido por haber presentado uno de estos a Robert Cecil en 1595, juntos con Hues escribieron “ Latin booke that teacheth the use of my great globes”. Destinado como auxilio en navegación práctica, con un costo de £2.
Los globos proveyeron a navegantes y estudiantes con métodos para encontrar la ubicación del sol, latitud, curso, distancia y amplitudes, azimutales, tiempo y declinación. Ellos probaron ser una comodidad para la navegación tanto que se convirtieron en algo común en los navíos. En la dedicatoria en su libro de 1595 The Seamans Secrets para el Alto Lord Almirante, Charles Howard, primer conde de Nottingham, el navegante John Davis habló de «The mechanical practices drawn from the Arts of Mathematick, [in which] our Country doth yield men of principal excellency”, y el famoso “Mr Emery Mullenenx for the exquisite making of Globes bodies».

## Vida posterior
En los años 1950, Molyneux solicitó el patronazgo de Isabel I para la producción de un cañón, que describió como «su nueva invención de fuego y artillería para ser usado principalmente en guerra naval para protección de puertos y albergues, una nueva arma que descarga mil tiros de mosquetes; Con fuego fatuo que no necesita enfriarse». En marzo de 1593, Molyneux fue emitido por una orden real. Dos años después, el mercante Robert Parkes compró carbón, salitre, brea, aceites y ceras para él, posiblemente para el cañón. El 4 de noviembre de 1596 el consejo privado incitó al lord Almirante «a platicar con Molyneux, Bussy y los dos Engelberts acerca de su ingenio ofensivo». como parte de sus medidas de defensa de la costa sur de Inglaterra. Parece que la solicitud fue ignorada. El 27 de septiembre de 1594, la reina otorgó a Molyneux un regalo de £200 y una anualidad de £50. Él decidió renunciar un tiempo entre marzo o abril de 1596 y el 4 de junio de 1597, él y su esposa Anne emigraron a Ámsterdam, Holanda. Wallis había presumido que él llevó las planchas de impresión para los globos y las vendió a Hondius, quien regresó a Ámsterdam en 1593.

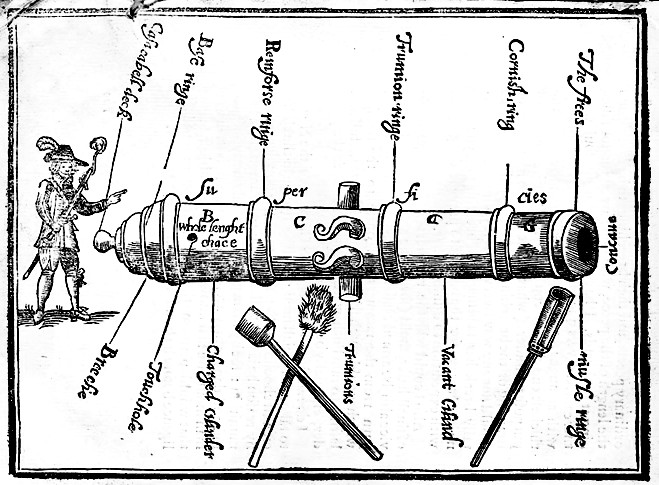
Diagrama de un cañón por John Roberts' The Compleat Cannoniere (1652)

Por qué Molyneux abandonó Inglaterra por Holanda no está claro. El Oxford Dictionary of National Biography sugiere que lo hizo para personalmente distribuir sus globos a príncipes europeos, ya que Ámsterdam se había establecidó como el principal productor de globos y mapas. Sin embargo, esta no pudo haber sido su intención si había vendido las planchas para globos a Hondius; es posible que él haya pretendido concentrarse en la producción de artillería. El 26 de enero de 1598, los "Estados Generales" (parlamento de las Provincias Unidas de los Países Bajos) mostró interés en el cañón de Molyneux y le otorgó un privilegio de 12 años sobre la invención. El 6 de junio introdujo una segunda aplicación, pero murió en Ámsterdam casi inmediatamente después.
Le fue otorgada a su esposa la administración de su patrimonio en Inglaterra más tarde durante ese mes. Parece que Molyneux murió en pobreza, porque a Anne le fue otorgada una manutención compasiva de 50 florines el 9 de abril de 1599. Molyneux aparentemente no tenía familia viva y la industria de producción inglesa de globos murió con él. Parece que no se produjo ningún otro globo en Inglaterra hasta la aparición en los 1670´s de los globos por Robert Morden y William Berry y por Joseph Moxon. Sin embargo alrededor de 40 años después de la muerte de Molyneux, William Sanderson el menor, escribió que sus globos eran “ yet in being, great and small ones, Celestiall and Terrestriall, in both our Universities and severall Libraries (here, and beyond Seas)".

## Influencia

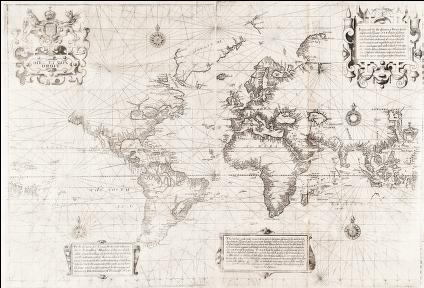
Edward Wright, "Chart of the World on Mercator's Projection" (c. 1599), también conocido como el mapa Wright–Molyneux.

### Cartografía
En el segundo volumen de la gran expansión de la versión de su libro The Principal Navigations, voiages, Traffiques and Discoueries of the English Nation (1599), Hakluyt publicó lo que es conocido hoy en día como el Wright Molyneux Map. Creado por Edward Wright y basado en los globos terráqueos de Molyneux, ese fue el primer mapa que utilizó las mejoras de Wright en la proyección de Mercator.
Se cree que las planchas de los globos de Molyneux fueron compradas por Jodocus Hondius, quien el 1 de abril de 1597 se garantizó el privilegio por un año para producir y publicar globos terrestres. En ese año, produjo en Ámsterdam una traducción holandesa del “Tractatus de Globis”. El 31 de octubre de 1598, a pesar del desafío de su rival, el fabricante de globos Jacob Van Langeren, Hondius obtuvo otro privilegio por diez años más. Produjo globos en 1600 y 1601 y sus hijos Henricus y Jodocus otros dos más en 1613. Hondius también publicó un mapa mundial en 1608 con la proyección de Mercator.
En sus globos de 1612, van Langeren incorporó las mejoras introducidas por Hondius a los antiguos globos de Molyneux. Se cree que los globos de Hondius también estimularon a Willem Blaeu a comenzar la construcción de globos más grandes en 1616, que fueron fabricados en 1622. Los globos de Molyneux por lo tanto pudieron indirectamente haber influido en la evolución de la producción de globos holandesa.

### Cultura
La aparición de los globos de Molyneux tuvo una importancia significativa en la cultura de la época. En la obra de Shakespeare The Comedy of Errors, escrita entre 1592 y 1594, uno de los protagonistas, Dromio de Siracusa, compara a una ayudante de cocina con un globo terráqueo:

«No longer from head to foot tan fron hip to hip: she is spherical, like a globe; I could find out countries in her».
«No más larga de la cabeza a los pies que de cadera a cadera: es esférica, como un globo terráqueo; podría descubrir países en ella».

 La comparación jocosa pudo tener su origen en la difusión de los globos; Shakespeare pudo probablemente haber visto uno. El dramaturgo isabelino Thomas Dekker escribió en una de sus obras publicadas The Gull’s Horn-book (1609):

What an excellent workman, therefore, were he that could cast the globe of it into a new mould. And not to make it look like Molyneux his globe, with a round face sleeked and washed over with white of eggs, but have it in plano as it was at first, with all the ancient circles, lines, parallels and figures.
Qué excelente obrero, por lo tanto, era él, que podía convertir el globo terráqueo en un nuevo molde. Y no para que se pareciera a un globo terráqueo de Molyneux, con una cara redonda lustrosa y cubierta de blanco de huevos, pero que tiene en plano como lo fue al principio, con todos los círculos antiguos, líneas, paralelos y figuras.

Se ha sugerido que los hombres de lord Chamberlain, la compañía de teatro para la que trabajó Shakespeare como actor y autor durante casi toda su carrera, nombraron su espacio teatral como Globe Theatre, construido en 1599, en respuesta al creciente entusiasmo por los globos terráqueos y celestes inspirados por Molyneux.
En la obra  Twelfth Night (1600–1601) Shakespeare hizo alusión al mapa Wright-Molyneux cuando María dice sobre Malvolio: «He does smile his face into more lynes, tan is in the new Mappe, with the augmentation of the Indies.»

## Los globos hoy en día
Solamente se conoce la existencia de seis globos de Molyneux hoy en día, dos terráqueos y cuatro celestes. Tres globos celestes se encuentran en Alemania, cada una en Zerbst, Núremberg (en el Germanisches Nationalmuseum (Museo Nacional Alemán)) y Kassel (Hessisches Landesmuseum (Hesse Museum), Kassel). El museo Hesse una vez en 1592 tuvo un globo terráqueo, pero se cree que fue destruido durante la Segunda Guerra Mundial. Tres globos permanecen en Inglaterra dos de ellos, consisten en un globo terráqueo y uno celeste, perteneciente al Middle Temple en Londres y exhibido en su librería mientras que el último globo terráqueo se encuentra en Petworth House en Petworth, West Sussex.

### El globo de Petworth House

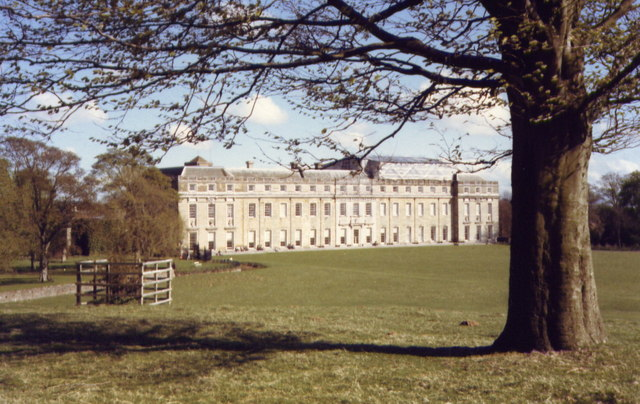
Petworth House, West Sussex, en 1986

Se descubrió un globo terráqueo en la librería de lord Leconfield en Petworth House, West Sussex en julio de 1949. De acuerdo con la tradición de la familia Wyndham (quienes descienden de Henry Percy, el 9° Earl de Nothumberland) el globo perteneció a Sir Walter Raleigh, quien se lo dio a Nothumberland cuando fueron aprisionados juntos en la Torre de Londres. Northumberland, conocido como el “Mago Earl” por su interés en experimentos científicos y alquímicos, fue sospechoso por estar envuelto en la Conspiración de la pólvora en 1605 porque su pariente Thomas Percy se encontraba entre los conspiradores. Jaime I aprisionó a Raleigh en la torre por su supuesta participación en la conspiración principal. A pesar de que la teoría se encontraba respaldada por evidencias circunstanciales, el número de entradas en las cuentas relacionadas con la reparación de globos, una fechada en 1596, sugieren que el globo de Molyneux pudo haber pertenecido a él desde el inicio y no a Raleigh. El globo, sin embargo, casi con seguridad, pasó muchos años en la torre antes de ser transferido a Pentworth House, donde Nothumberland estuvo confinado hasta su liberación en 1621.
El globo de Pentworth House, ahora en la North Gallery, es el único globo terráqueo de Molyneux preservado desde 1592 en su estado original y es uno de los “grandes globos” de Molyneux midiendo 2 pies 1 pulgada (0.64 m) de diámetro, fue reportado en 1952 en condiciones deplorables a pesar de la restauración realizada por el Museo Británico el año previo. El hemisferio norte aparecía oscurecido debido a la suciedad y raspaduras, hasta el punto de que era difícil de leer partes de él. Secciones grandes del hemisferio sur desaparecieron del todo. El trabajo de restauración reveló que el globo se encontraba lastrado con arena y fabricado con capas de pequeñas piezas de papel recubiertas con una capa de yeso de un grueso alrededor de 1/8 de pulgada (3mm). En la parte superior de esta se encontraba otra capa de papel, sobre la que se pegaban gajos de papel. El globo conserva su anillo meridiano circundante de latón, pero su circunferencia e índice estaban desaparecidos. Restauración adicional se llevó a cabo entre 1995 y 1997. El globo fue exhibido en la Real Sociedad Geográfica en 1951 y 1952.

### Los globos de Middle Temple

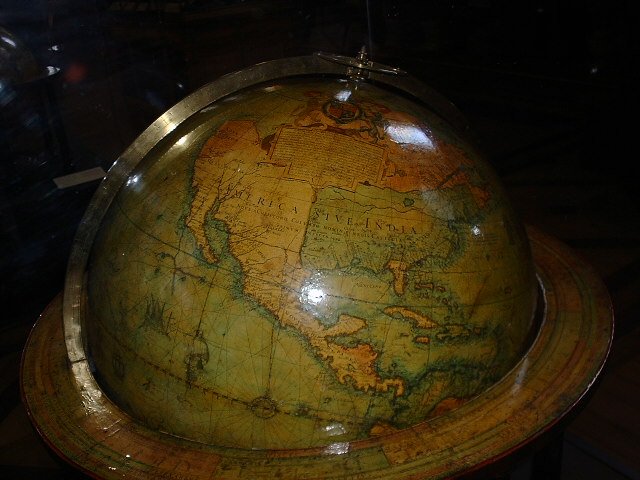
Globo terráqueo de Molyneux temporalmente exhibido en el Museo Británico el 27 de noviembre del 2006.

Un recibo en el estado de cuentas del 11 de abril de 1717 por “reparación de globos en la librería” es la referencia más reciente al dueño del Middle Temple sobre la propiedad de los globos terráqueos y celestes de Molyneux. La perspectiva de Markham fue que Robert Ashley (1565 – 1641) un abogado del Middle Temple, quien también fue un geógrafo vehemente, probablemente puso los globos a la venta en su testamento, junto con sus libros.
Los libros de Ashley formaron el núcleo de la librería original de la venta e incluían copias de la segunda edición de Hues “Tractatus de Globis” y otras obras en cosmografía. Por otra parte, Wallis había dicho que la perspectiva de Markham no estaba respaldada por ninguna evidencia disponible y que los globos no estaban mencionados en el testamento. Ella cree que los globos posiblemente se adquirieron por Middle temple en su publicación de 1603.
El globo celeste data de 1592, pero el globo terráqueo parece ser del año 1603 y es el único en su tipo. Wallis ha conjeturado que los globos fueron producidos por Hondius en Ámsterdam en 1603 para un comprador en Inglaterra, quizá para Middle Temple. El globo celeste fue producido a partir de las planchas originales de 1592, mientras que el globo terráqueo fue fabricado usando planchas refechadas de 1603.
El globo terráqueo de Middle Temple es diferente al de 1592 en Pentworth House al incorporar los descubrimientos de Raleigh en Guiana y añadiendo nombres de lugares nuevos en Brasil, Perú y África, así como también una isla marcada como “Corea” en la costa de China. La revisión más notable modificó el paso del noreste para tener en cuenta los descubrimientos hechos en el tercer viaje a Nueva Zembla por parte de Willem Barentsz en 1596. Parece que las revisiones de las planchas originales de Molyneux fueron completadas en 1597, porque no se incluyeron descubrimientos después de ese año. Es posible que Molyneux ayudara a Hondius a actualizar las planchas en 1596 o 1597. Por ejemplo, si Hondius había obtenido una copia del mapa de Guiana de Raleigh, Molyneux era la fuente más probable. A diferencia del globo de Pentworth House, los globos de Middle Temple estaban barnizados fuertemente. El barniz pudo haber sido aplicado en los inicios de 1818 cuando los globos fueron reparados por J. y W. Newton; se sabe con certeza que fueron barnizados por Holland Hannen & Cubitts, Ltd. durante unos trabajos de mantenimiento realizados en 1930.

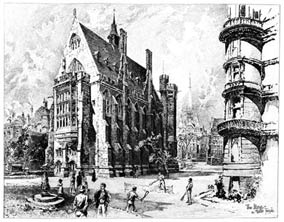
Dibujo de la biblioteca de Middle Temple en 1892 por Herbert Railton

Al inicio de la Segunda Guerra Mundial los globos fueron enviados a Beaconsfield y almacenados como parte de la colección Wallace en Hall Barn bajo el cuidado de Lady Burnham. Los globos volvieron a Londres en 1945 y se guardaron en la librería del rey como préstamo del Museo Británico.
Los globos fueron instalados en su posición actual en la biblioteca de Middle Temple cuando el edificio de la librería presente fue inaugurado en 1958. En 2003, fueron prestados al Museo Nacional Marítimo para una exposición conmemorando la vida de Isabel I.
En 2004, Middle Temple propuso vender los globos de Molyneux, valorados en cerca de un millón de libras, para crear un fondo para financiar beca para educación y formación en leyes de personas necesitadas. Sus miembros finalmente decidieron por gran mayoría oponerse a esta propuesta. También había un sentimiento general acerca de que los globos deberían ser más accesibles para todos aquellos que quisieran verlos.
Los globos de Middle Temple fueron el tema principal del proyecto literario, The Molyneux Globes: Mathematical Practice and Theory, por el Dr. Lesley B. Cormack, profesor y catedrático del departamento de historia y obras en la facultad de artes de la Universidad de Alberta. El proyecto examina la comunidad de matemáticos, filósofos naturistas, fabricantes de instrumentos y caballeros virtuosos que estuvieron involucrados en el desarrollo para la creación de los globos de Molyneux, particularmente las historias de los cuatro hombres que escribieron los tratados acerca de los globos en la gran comunidad matemática.

### El globo de Hessisches Landesmuseum
Los globos en Hessisches Landesmuseum, Kassel fueron heredados de la colección de William IV (William el sabio), Conde de Hesse-Kassel (o Hesse-Cassel) y pionero en la investigación astronómica. William murió en 1592, así que se ha conjeturado que su hijo y sucesor, Maurice, compró los globos para la colección. Los globos fueron mencionados por primera ocasión en 1765 en el índice de The Mathematische Kramer (Mathematics Chamber) de la Fürstliches Kunsthaus (Galería de arte) en Kassel, durante el reino del Conde Frederick III. Solamente un globo celeste sobrevive hasta nuestras fechas; se cree que el globo terráqueo fue destruido durante la Segunda Guerra Mundial.

## Primeros libros acerca de los globos de Molyneux
- Hood, Thomas (1592), The Vse of both the Globes, Celestiall, and Terrestriall most Plainely Deliuered in Forme of a Dialogue. Containing most Pleasant, and Profitable Conclusions for the Mariner, and Generally for all those, that are Addicted to these Kinde of Mathematicall Instrumentes. VVritten by T. Hood Mathematicall Lecturer in the Citie of London, sometime Fellow of Trinitie Colledge in Cambridge, London: Imprinted ... at the three Cranes in the Vintree, by Thomas Dawson, OCLC 222243462.. A modern reprint was published as:
  - Hood, Thomas (1971), The Use of Both the Globes, Celestiall and Terrestriall, Amsterdam; New York, N.Y.: Theatrum Orbis Terrarum; Da Capo Press, ISBN 978-90-221-0389-0..
- Hues, Robert (1594), Tractatus de globis et eorum usu: accommodatus iis qui Londini editi sunt anno 1593, sumptibus Gulielmi Sandersoni civis Londinensis, conscriptus à Roberto Hues [Treatise on Globes and their Use: Adapted to those which have been Published in London in the Year 1593, at the Expense of William Sanderson, a London Resident, Written by Robert Hues], London: In ædibus Thomæ Dawson [in the house of Thomas Dawson], OCLC 61370973. (in Latin). Octavo. The work went into 12 other printings in Dutch (1597, 1613 and 1622), English (1638 and 1659), French (1618) and Latin (1611, 1613, 1617, 1627, 1659 and 1663),[89] and a modern reprint of the English version was published as:
  - Hues, Robert; Markham, Clements R. (ed.) (1889), Tractatus de globis et eorum usu: A Treatise Descriptive of the Globes Constructed by Emery Molyneux and Published in 1592 [Hakluyt Society, 1st ser., pt. II, no. 79a], London: Hakluyt Society, ISBN 978-0-8337-1759-7, OCLC 149869781..
- Blundeville, Thomas (1594), M. Blundevile His Exercises containing Sixe Treatises, the Titles wherof are Set Down in the Next Printed Page: Which Treatises are Verie Necessarie to be Read and Learned of all Yoong Gentlemen that haue not bene Exercised in such Disciplines, and yet are Desirous to haue Knowledge as well in Cosmographie, Astronomie, and Geographie, as also in the Arte of Navigation ... To the Furtherance of which Arte of Navigation, the said M. Blundevile Speciallie Wrote the said Treatises and of Meere Good Will doth Dedicate the same to all the Young Gentlemen of this Realme, London: Printed by Iohn Windet, dwelling at the signe of the crosse Keies, neere Paules wharffe, and are there to be solde, OCLC 55186822.. Further editions were published, including those in 1606 (3rd), 1613 (4th), 1636 (7th) and 1638 (7th, "corrected and somewhat enlarged"). The work includes (at pp. 515–519 of the 7th ed.), a description of Molyneux's globes and an account of Sir Francis Drake's voyage around the world.
- Wright, Edward (1599), Certaine Errors in Navigation: Arising either of the Ordinarie Erroneous Making or Vsing of the Sea Chart, Compasse, Crosse Staffe, and Tables of Declination of the Sunne, and Fixed Starres Detected and Corrected, London: Printed ... by Valentine Sims.. Another version of the work published in the same year was entitled Wright, Edward (1599), Errors in nauigation 1 Error of two, or three whole points of the compas, and more somtimes [sic], by reason of making the sea-chart after the accustomed maner ... 2 Error of one whole point, and more many times, by neglecting the variation of the compasse. 3 Error of a degree and more sometimes, in the vse of the crosse staffe ... 4 Error of 11. or 12. minures [sic] in the declination of the sunne, as it is set foorth in the regiments most commonly vsed among mariners: and consequently error of halfe a degree in the place of the sunne. 5 Error of halfe a degree, yea an whole degree and more many times in the declinations of the principall fixed starres, set forth to be obserued by mariners at sea. Detected and corrected by often and diligent obseruation. Whereto is adioyned, the right H. the Earle of Cumberland his voyage to the Azores in the yeere 1589. wherin were taken 19. Spanish and Leaguers ships, together with the towne and platforme of Fayal, London: Printed ... [by Valentine Simmes and W. White] for Ed. Agas, OCLC 55176994.. Mentions the use of Molyneux's terrestrial and celestial globes. Two further editions were published in 1610 and 1657, and the work was reprinted as:
  - Wright, Edward (1974), Certaine errors in navigation; the voyage of ... George Earle of Cumberl. to the Azores, Amsterdam; Norwood, N.J.: Theatrum Orbis Terrarum; Walter J. Johnson, OCLC 1359008..

## Más lecturas

### Artículos y capítulos
- Wallis, Helen M. (1968), «The use of terrestrial and celestial globes in England», Actes du XI Congres International d'Histoire des Sciences, Wroclaw, London, pp. 204-212..
- Fisher, R. M. (February 1974), «William Crashawe and the Middle Temple Globes 1605–15», The Geographical Journal 140 (1): 105-112, JSTOR 1797012, doi:10.2307/1797012..
- Crinò, Anna Maria; Wallis, Helen (1987), «New researches on the Molyneux globes», Der Globusfreund 35: 1120..
- Wallis, Helen M. (1989), «Opera mundi: Emery Molyneux, Jodocus Hondius and the first English globes»,  en van Uchelen, Ton Croiset; van der Horst, Koert; Schilder, Günter, eds., Theatrum Orbis Librorum: Liber Amicorum Presented to Nico Israel ., Utrecht: HES, ISBN 978-90-6194-367-9..
- Barber, Peter (2004), «Was Elizabeth I interested in maps – and did it matter?», Transactions of the Royal Historical Society 14 (14): 185-198, doi:10.1017/S0080440104000131..
- McConnell, Anita (May 2007), Scientific instrument makers (online edición), Oxford Dictionary of National Biography, archivado desde el original el 19 de enero de 2008, consultado el 28 de enero de 2008.
- Cohen, Adam Max (Winter 2006), «Englishing the globe: Molyneux's globes and Shakespeare's theatrical career», The Sixteenth Century Journal 37 (4): 963-984, doi:10.2307/20478124..
- Lesser, Zachary (2007), «Shakespeare and Technology: Dramatizing Early Modern Technological Revolutions. By Adam Max Cohen [book review]», The Review of English Studies 58 (233): 97-99, doi:10.1093/res/hgm019..

### Libros
- Williamson, John Bruce (1930), Catalogue of silver plate; the property of the Hon. Society of the Middle Temple with notes and illustrations, including some particulars regarding the Molyneux globes, [London]: Printed by Bonner, OCLC 901552..
- Williamson, John Bruce (1930), Notes on the Molyneux Globes, [London]: Honourable Society of the Middle Temple, OCLC 9845317..

- Datos: Q2300479
- Multimedia: Emery Molyneux / Q2300479